# Gambat
Gambat (en ourdou : گمبٹ) est une ville pakistanaise située dans le district de Khairpur, dans le nord de la province du Sind. C'est la deuxième plus grande ville du district et capitale du tehsil portant le même nom. Elle est située à près de quarante kilomètres au sud-est de Larkana et à soixante kilomètres au sud-ouest de Sukkur.
La population de la ville a été multipliée par presque quatre entre 1972 et 2017, passant de 13 962 habitants à 52 617. Entre 1998 et 2017, la croissance annuelle moyenne s'affiche à 3,3 %, supérieure à la moyenne nationale de 2,4 %. Selon le recensement de 2023, la population de la ville monte à 59 790 habitants.
|            | 1972 (rec.) | 1981 (rec.) | 1998 (rec.) | 2017 (rec.) | 2023 (rec.) |
| ---------- | ----------- | ----------- | ----------- | ----------- | ----------- |
| Population | 13 962      | 17 455      | 28 311      | 52 617      | 59 790      |